# 心に太陽を持て
「心に太陽を持て」（こころにたいようをもて）は、ツェーザル・フライシュレンの詩、山本有三編著による書籍の名前、團伊玖磨作曲による歌である。

## 詩について
「心に太陽を持て」（ドイツ語: Hab' Sonne im Herzen）はドイツの詩人であるツェーザル・フライシュレンの作である。ドイツ文学者の高橋健二が1931年（昭和6年）から1年半ほどドイツに留学していたおり、家庭で聖書の句などと共にこの詩が壁にかかっているのを何度も見たことから心をひかれ、1935年（昭和10年）に日本放送協会のラジオ独逸語講座を担当したときにはテキストとして取り上げた。
1934年（昭和9年）頃、山本有三が当時の子供向け読み物の貧困さに対する不満から新しい児童読物を企画、新潮社から刊行されることになった。そのとき編集員の一人に選ばれた高橋健二がこの詩を紹介したことから「日本少国民文庫」に収録されることになった。
なお山本有三の訳による「心に太陽を持て」は原詩を直訳したものではなくアレンジが加えられており、別に高橋健二が翻訳したものがある。

## 書籍について
新潮社より刊行された「日本少国民文庫」（全16巻）の第1回配本で、1935年（昭和10年）11月に『心に太陽を持て - 胸にひびく話二十篇』の題名で刊行された。当初は『心を打つ話』という書名の予定であったが、出版前に鈴木文史朗著『心を打つもの』という本の広告が新聞に出たことから書名を変更することになり、巻頭の詩「心に太陽を持て」から採用された。当時としては本の題名として異色であり出版社側も難色を示したものの、山本有三の強い要望により出版されると、新鮮な感じと共に広く社会に受け容れられた。
その後「日本少国民文庫」は1942年（昭和17年）、1948年（昭和23年）、1950年（昭和25年）と改訂を続け、1969年（昭和44年）に『心に太陽を持て』は単行本となり、1981年（昭和56年）には新潮文庫として刊行、2001年（平成13年）にはポプラ社より刊行される。
収録作品は何度も改訂され、単行本化に当たっては初版にはあったコントや漫画、科学や経済の知識記事、詩歌などが削除され、物語中心の構成となった。新潮文庫版での収録作品は以下の通り。
- 心に太陽を持て
- くちびるに歌を持て
- パナマ運河物語
- ワインスベルクの女たち
- 海底電線と借金
- スコットの南極探検
- キティの一生
- 一日本人
- バイソンの道
- 動物ずきのトマス
- 傷病兵の手がみ
- フリードリヒ大王と風車小屋
- ミレーの発奮
- 油断
- ライオンと子犬
- どうせ、おんなじ
- 製本屋の小僧さん
- ナポレオンと新兵
- エリザベスの疑問
- 見せもののトラ
- リンゴのなみ木
- ミヤケ島の少年

2018年の新潮文庫の100冊に選ばれ、『文豪とアルケミスト』とのコラボカバー版が発売された。

## 曲について
作曲は團伊玖磨、歌詞は「青少年文化の会」となっている。青少年文化の会は戦後、山本有三が青少年文化の育成のために立ち上げた会で、1956年（昭和31年）以後『心に太陽を持て』の著作権はこの会に帰属された。会はその後「公益信託山本有三記念路傍の石文学賞及び郷土文化賞基金」に吸収された。